# Museo Ettore Fico
Il Museo Ettore Fico (acr. MEF) è un museo d'arte (moderna e contemporanea), tra i più recenti di Torino. Fondato nel 2014, è il risultato della riqualificazione di un'ex area industriale situata nel quartiere Barriera di Milano.

## Storia
Il museo giace in un' ex area industriale appartenuta in precedenza alla SICME (Società Industriale Costruzioni Meccaniche ed Elettriche), specializzata nella costruzione di macchine per la smaltatura di fili di rame.
Dall'anno 2009, l'edificio è stato interessato da profonda ristrutturazione ed adeguamento funzionale per rivestire una nuova destinazione d'uso. I lavori di ristrutturazione sono stati affidati allo studio dell'architetto Alex Cepernich.
Il museo è stato inaugurato ufficialmente ed aperto al pubblico il 14 settembre 2014 e premiato nel giugno 2015 nel concorso "Architetture rivelate".

## Collezione
La collezione del museo ospita in particolare lavori del pittore biellese Ettore Fico, nonché di giovani artisti distintisi per identificabilità e presenza in musei e mostre internazionali.
L’incremento della collezione è collegato anche al Premio Fondazione Ettore Fico, che a partire dal 2009, viene annualmente assegnato ad artisti emergenti sulla base dell’innovatività del loro lavoro.

## Mostre

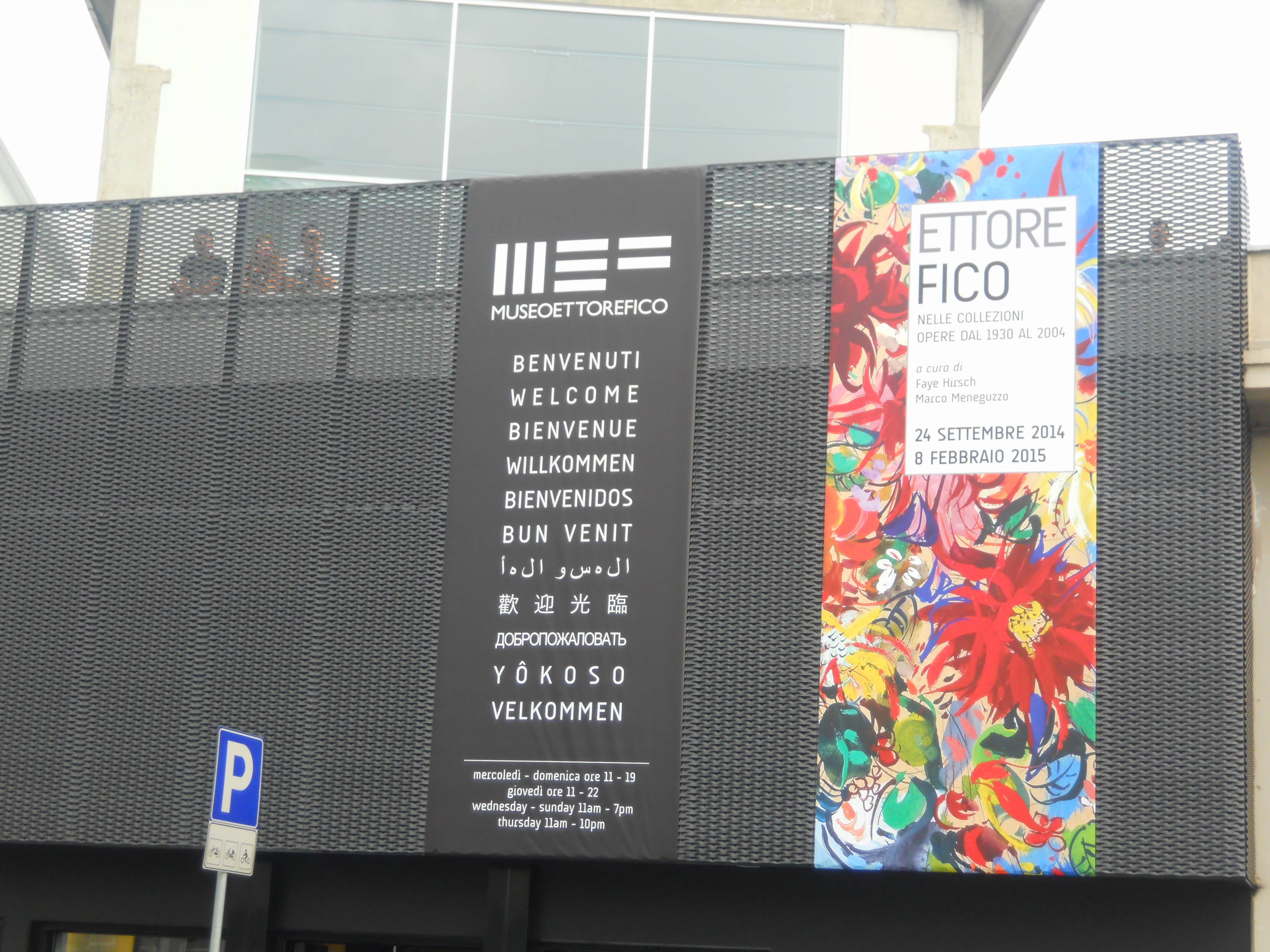
Facciata Museo Ettore Fico

Il museo ospita tre grandi eventi annuali: mostre monografiche di grandi maestri o collettive a carattere storico e didattico, progetti con artisti contemporanei che intervengono direttamente negli spazi del museo, e interventi volti a promuovere il dialogo con differenti discipline artistiche quali la moda, il design e il cinema.
Il museo inoltre organizza attività didattiche di laboratorio rivolte alle scuole, nonché visite guidate, workshop e incontri con gli artisti.